# استورینگ
استورینگ (به لاتین: Støvring) یک منطقهٔ مسکونی در دانمارک است که در Rebild Municipality واقع شده‌است. استورینگ ۵٫۸۱ کیلومتر مربع مساحت و ۸٬۵۵۴ نفر جمعیت دارد.